# Waldemar Legień
Waldemar Legień (Bytom, 28 augustus 1963) is een voormalig judoka uit Polen, die tweemaal zijn vaderland vertegenwoordigde bij de Olympische Spelen: 1988 en 1992. In beide gevallen won hij de olympische titel. Legień is achtvoudig Pools kampioen. Hij is werd ns de Nederlander Wim Ruska de tweede judoka die olympisch kampioen is geworden in twee verschillende gewichtsklassen, nadien is dit ook gepresteerd door de Tsjech Lukáš Krpálek. Legień was de vlaggendrager van zijn vaderland tijdens de openingsceremonie van de Spelen van 1992 in Barcelona.

## Erelijst

### Olympische Spelen
- 1988 – Seoul, Zuid-Korea (– 78 kg)
- 1992 – Barcelona, Spanje (– 86 kg)

### Wereldkampioenschappen
- 1987 – Essen, West-Duitsland (– 78 kg)
- 1989 – Belgrado, Joegoslavië (– 78 kg)
- 1991 – Barcelona, Spanje (– 86 kg)

### Europese kampioenschappen
- 1985 – Hamar, Noorwegen (– 78 kg)
- 1986 – Belgrado, Joegoslavië (– 86 kg)
- 1990 – Frankfurt, West-Duitsland (– 86 kg)

1972: Toyokazu Nomura ·
1976: Vladimir Nevzorov ·
1980: Sjota Chabareli ·
1984: Frank Wieneke ·
1988: Waldemar Legień ·
1992: Hidehiko Yoshida ·
1996: Djamel Bouras ·
2000: Makoto Takimoto ·
2004: Ilias Iliadis ·
2008: Ole Bischof · 
2012: Kim Jae-bum · 
2016: Chasan Chalmoerzajev · 
2020: Takanori Nagase · 
2024: Takanori Nagase
1964: Isao Okano ·
1972: Shinobu Sekine ·
1976: Isamu Sonoda ·
1980: Jürg Röthlisberger ·
1984: Peter Seisenbacher ·
1988: Peter Seisenbacher ·
1992: Waldemar Legień ·
1996: Jeon Ki-Young ·
2000: Mark Huizinga ·
2004: Zoerab Zviadaoeri ·
2008: Irakli Tsirekidze · 
2012: Song Dae-nam · 
2016: Mashu Baker · 
2020: Lasja Bekaoeri · 
2024: Lasja Bekaoeri
- Virtual International Authority File: 502151778248618130001